# Thibault Anselmet
Thibault Anselmet (Chambéry, 2 de noviembre de 1997) es un deportista francés que compite en esquí de montaña. Ganó dos medallas en el Campeonato Mundial de Esquí de Montaña de 2025, oro en el relevo mixto y plata en velocidad.

## Palmarés internacional
| Campeonato Mundial | Campeonato Mundial | Campeonato Mundial | Campeonato Mundial |
| Año                | Lugar              | Medalla            | Prueba             |
| ------------------ | ------------------ | ------------------ | ------------------ |
| 2025               | Morgins (Suiza)    | Medalla de oro     | Relevo mixto       |
| 2025               | Morgins (Suiza)    | Medalla de plata   | Velocidad          |